# Rue de la Tour (Malakoff, Hauts-de-Seine)
La rue de la Tour est une voie de communication de Malakoff.

## Situation et accès

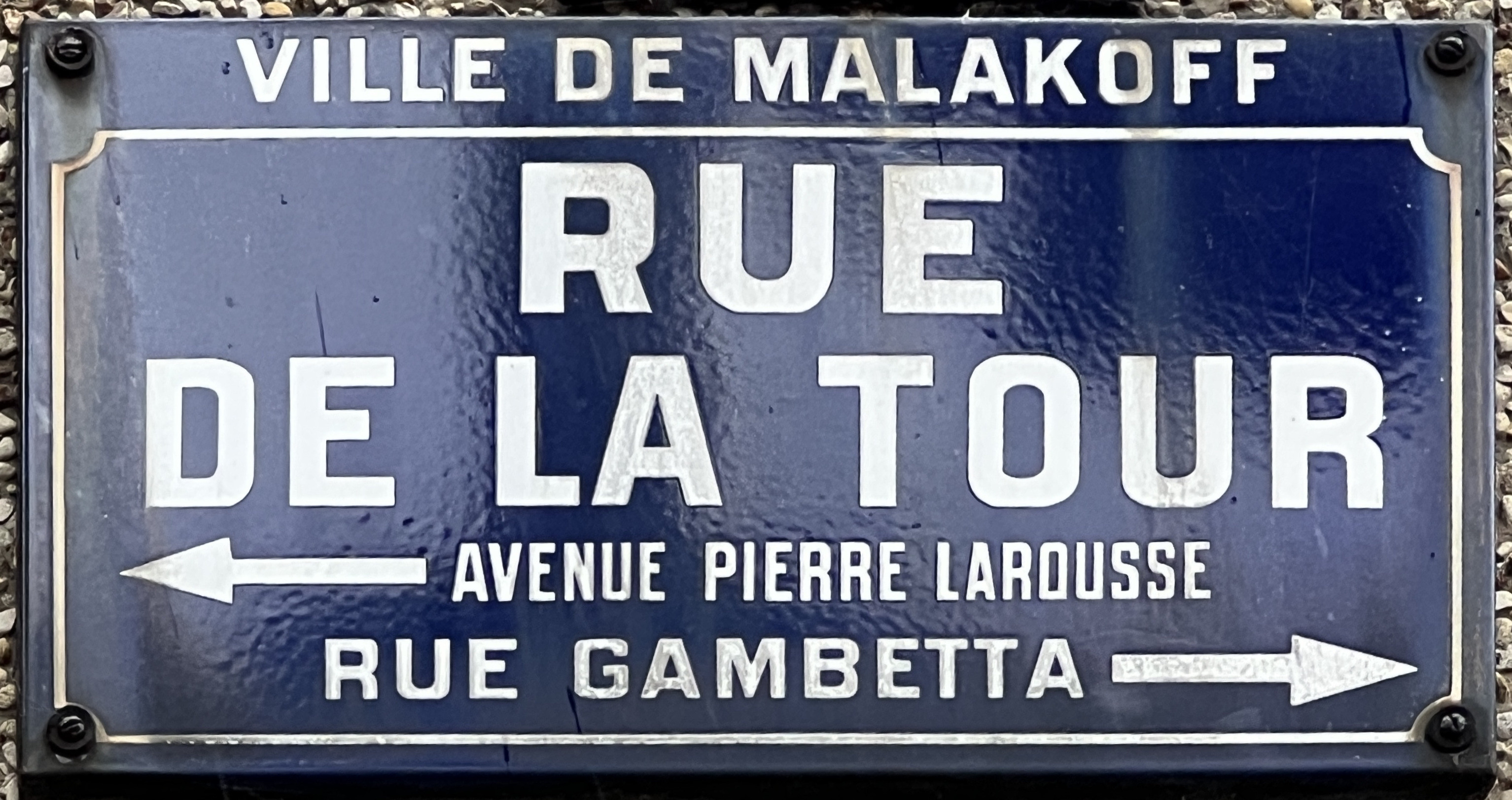
Plaque Rue de la Tour.

Cette rue se trouve sur un lotissement du XIXe siècle appelé Nouvelle Californie, créé sur d’anciennes carrières,.
Cette voie rectiligne, orientée vers le sud-ouest, commence son tracé au carrefour de la rue Gambetta, au bord du boulevard périphérique, croise notamment la rue Ernest-Renan, et se termine avenue Pierre-Larousse.
Elle est aujourd'hui accessible par la station de métro Malakoff - Plateau de Vanves sur la ligne 13 du métro de Paris.

## Origine du nom
Cette reconstitution de la tour de Malakoff a donné son nom à la ville.

## Historique

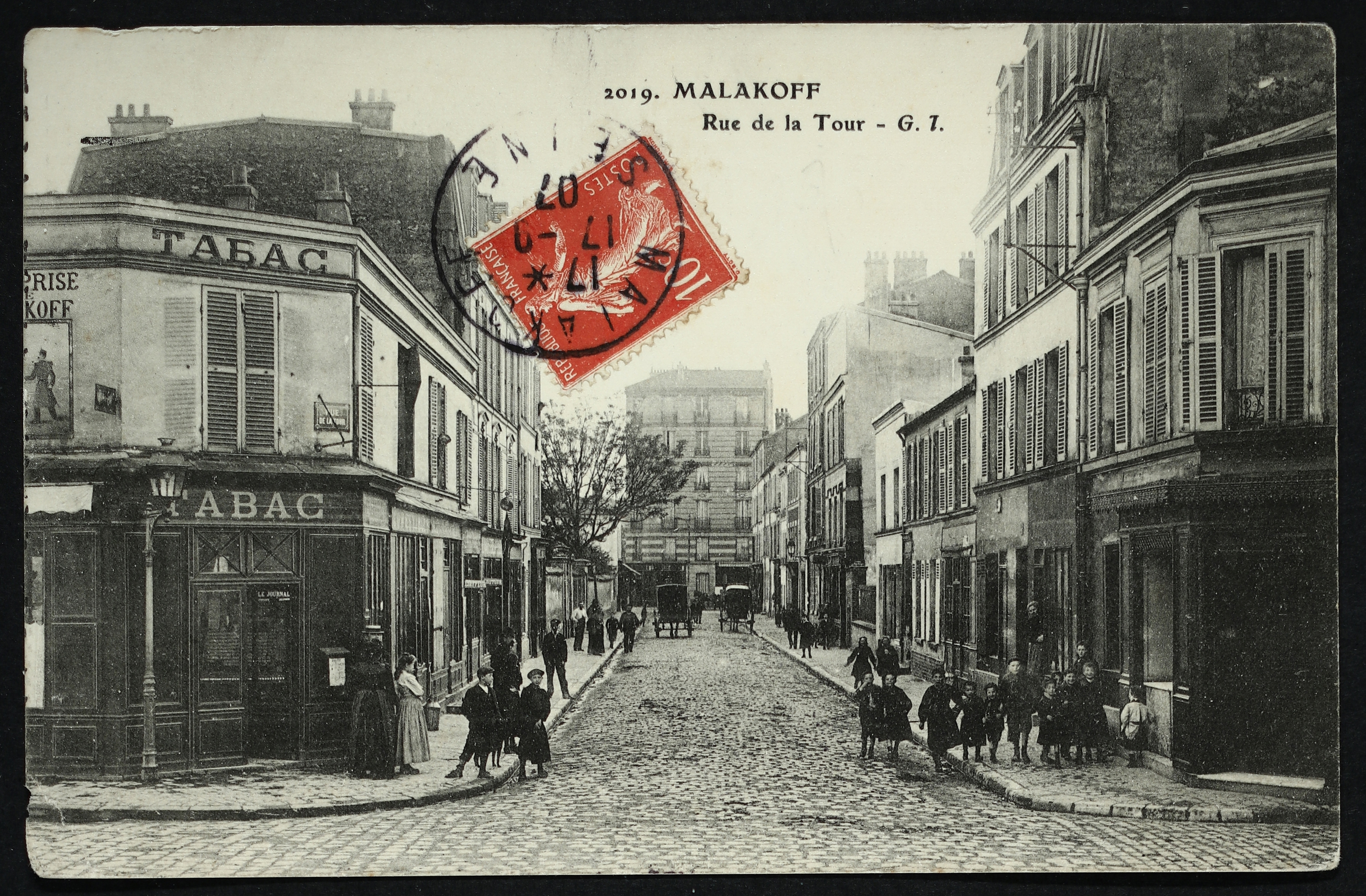
Carte postale de la rue de la Tour.

À la fin des années 1850, le promoteur immobilier Alexandre Chauvelot crée un parc à cet endroit, pour figurer le décor de la guerre de Crimée. Il y fait dresser une reconstitution de la tour Malakoff de Sébastopol, afin de commémorer la bataille de Malakoff.
Elle sera intentionnellement détruite pendant la guerre de 1870, car utilisée comme point de mire par les canons prussiens.

## Bâtiments remarquables et lieux de mémoire
- Emplacement de l'ancienne Tour de Malakoff, figuré par une plaque au no 15 de la rue.
- L'actrice Jacqueline Pagnol y a passé son enfance[6].
- Emplacement de la Bibliothèque populaire des Amis de l’Instruction, fondée en février 1878.
- Sur la façade d'un immeuble, une fresque murale de l'artiste Vince, intitulée le Chibani, et représentant Mohand Dendoune, père du journaliste et écrivain Nadir Dendoune[7],[8].